# Flatoidinus dorsisigna
Flatoidinus dorsisigna är en insektsart som först beskrevs av Walker 1858.  Flatoidinus dorsisigna ingår i släktet Flatoidinus och familjen Flatidae. Inga underarter finns listade i Catalogue of Life.